# FileVault
FileVault est un système de protection des fichiers sur les ordinateurs Macintosh (Apple). On le trouve depuis la version Mac OS X 10.3 (Panther) et suivants.
FileVault  utilise un système de fichiers chiffré qui est monté et démonté à la connexion et déconnexion de l'utilisateur au système. Le répertoire personnel de l'utilisateur est chiffré/déchiffré en utilisant l'algorithme AES Advanced Encryption Standard, avec une clé cryptographique dérivée du mot de passe de l'utilisateur. Un mot de passe principal ou maître est à définir pour prévenir d'une perte du mot de passe par l'utilisateur. Le chiffrement/déchiffrement est automatiquement effectué.
Bien que les premières versions étaient lentes et causaient parfois des ralentissements lors de  l'utilisation intensive du disque par certaines applications comme l'édition de sons ou de vidéos, les performances de FileVault ont été grandement améliorées dans les dernières versions de  Mac OS X.
Sous Mac OS X 10.4 (Tiger), FileVault stocke le système de fichiers chiffré comme une image disque, qui n'est autre qu'un simple fichier de grande taille. Sous Mac OS X 10.5 (Leopard), FileVault stocke le système de fichiers chiffré comme une nouvelle image appelée Sparse bundle.

## Critiques
S'appliquant aux versions antérieures à Mac OS X Lion (10.7).
Lors de l'utilisation de FileVault, il n'est pas possible de sélectionner les parties du disque à chiffrer. Seuls les répertoires utilisateurs peuvent être chiffrés. Par exemple, en utilisant FileVault, l'utilisateur ne peut pas chiffrer tout le disque comme on peut le faire avec un autre logiciel de chiffrement de disque, tel que "PGP Whole Disk Encryption". De même, les fichiers ou les dossiers ne peuvent pas être chiffrés spécifiquement à l'aide de FileVault, bien que cette technologie de chiffrement de disque puisse être utilisée par le biais de l'Utilitaire de disque, inclus dans l'installation standard de Mac OS X.
Les comptes protégés par FileVault peuvent être migrés depuis un ancien Mac vers un nouveau, avec certaines limites et tant que la nouvelle machine ne dispose pas de comptes d'utilisateurs. Sinon, FileVault doit être désactivé lors de la migration, ou le système d'exploitation doit d'abord être réinstallé sur les nouveaux Mac.
L'utilisation conjointe de la sauvegarde via Time Machine et de FileVault est possible sous Mac OS X 10.5, mais elle réduit les possibilités de restauration offertes par Time Machine. Par exemple, un seul fichier ne peut pas être restauré à partir de l'archive en utilisant l'interface de Time Machine, seule la restauration de l'ensemble du dossier "FileVault" est possible. Les fichiers peuvent toutefois être rétablis manuellement un à un, à l'aide du Finder.